# کاس مود
کاس موده (انگلیسی: Cas Mudde؛ زادهٔ ۳ ژوئن ۱۹۶۷) کارشناس سیاسی، و استاد دانشگاه اهل پادشاهی هلند است و در حال حاضر در ایالات متحده زندگی میکند. حوزه تخصصی وی احزاب راست افراطی و پوپولیسم است. از کاس موده دو کتاب با عنوان‌های "راست افراطی امروز" با ترجمۀ صادق زندی و محمد زندی و «پوپولیسم: درآمدی خیلی کوتاه» (با همکاری کریستووال روویرا کالتواسر) با ترجمۀ محمد زندی به زبان فارسی ترجمه و در نشر لوگوس منتشر شده است.